# Médio Tejo (sub-região)
O Médio Tejo é uma sub-região portuguesa situada no centro do país, pertencendo à região do Oeste e Vale do Tejo. Tem uma extensão total de 2.283 km2, 228.604 habitantes em 2021 e uma densidade populacional de 100 habitantes por km2.
Está composta por 11 municípios e 93 freguesias, sendo a cidade de Tomar a cidade administrativa e um dos principais núcleos urbanos da sub-região. Com 16.932 habitantes na sua área urbana e 36.414 habitantes em todo o município, é a segunda maior cidade, a seguir ao Entroncamento com 20.141 habitantes, e o segundo maior município do Médio Tejo, a seguir a Ourém com 44.576 habitantes em todo o município, sendo limitada a noroeste com a Região de Leiria, a norte com a Região de Coimbra, a leste com a Beira Baixa, a sudeste com o Alto Alentejo e a sudoeste com a Lezíria do Tejo.

## Divisões

### Municípios
O Médio Tejo divida-se nos seguintes 11 municípios:
- Abrantes
- Alcanena
- Constância
- Entroncamento
- Ferreira do Zêzere
- Mação[5]
- Ourém
- Sardoal
- Tomar
- Torres Novas
- Vila Nova da Barquinha

### Freguesias
O Médio Tejo divida-se nas seguintes 80 freguesias:

### Cidades
O Médio Tejo compreende as seguintes seis cidades:
- Abrantes
- Entroncamento
- Fátima
- Ourém
- Tomar
- Torres Novas

## Demografia

### Habitantes
Nos censos de 2021, o Médio Tejo registou 228.604 habitantes e uma densidade populacional de 100 habitantes por km2, sendo assim a 16° sub-região mais populosa e a 13° mais densa populada de Portugal.

#### Municípios
O Médio Tejo compreende 11 municípios, sendo os maiores municípios, em termos populacionais, Ourém com perto de 45 mil habitantes, Tomar com mais de 35 mil habitantes, Abrantes e Torres Novas com ambas perto de 35 mil habitantes e Entroncamento com mais de 20 mil habitantes.
Na densidade populacional, o Entroncamento com 1.467 habitantes por km2, e o município mais denso de todo o Médio Tejo, a seguir de Vila Nova da Barquinha com 142 habitantes por km2, Torres Novas com 126 habitantes por km2, Ourém com 107 habitantes por km2, e Tomar com 104 habitantes por km2.
| Município              | Habitantes (2022) | Habitantes (2021) |
| ---------------------- | ----------------- | ----------------- |
| Abrantes               | 33 795            | 34 172            |
| Alcanena               | 12 538            | 12 545            |
| Constância             | 3 872             | 3 822             |
| Entroncamento          | 21 294            | 20 887            |
| Ferreira do Zêzere     | 7 860             | 7 873             |
| Mação                  | 6 377             | 6 448             |
| Ourém                  | 45 346            | 45 270            |
| Sardoal                | 3 558             | 3 552             |
| Tomar                  | 36 341            | 36 546            |
| Torres Novas           | 34 326            | 34 338            |
| Vila Nova da Barquinha | 7 489             | 7 292             |
| Médio Tejo             | 212 796           | 212 745           |

#### Cidades
O Médio Tejo compreende seis cidades, sendo as maiores cidades, em termos populacionais, o Entroncamento com mais de 20 mil habitantes, Tomar com perto de 17 mil habitantes, Abrantes e Torres Novas com ambas mais de 16 mil habitantes e Fátima com mais de 13 mil habitantes.
Na densidade populacional, o Entroncamento com 1.467 habitantes por km2, e a cidade mais densa de todo o Médio Tejo, a seguir de Tomar com 557 habitantes por km2, Ourém com 353 habitantes por km2 e Torres Novas com 261 habitantes por km2.
Dos 228.604 habitantes, que o Médio Tejo dispõe, cerca de 39% moram nas seis cidades, tendo 89.782 habitantes morando nas cidades da sub-região.
| Cidade        | Habitantes (2021) | Área (em km2) | Densidade populacional |
| ------------- | ----------------- | ------------- | ---------------------- |
| Abrantes      | 16.138            | 64,47         | 250                    |
| Entroncamento | 20.141            | 13,73         | 1.467                  |
| Fátima        | 13.212            | 84,97         | 155                    |
| Ourém         | 7.250             | 20,52         | 353                    |
| Tomar         | 16.932            | 30,38         | 557                    |
| Torres Novas  | 16.109            | 61,64         | 261                    |
| TOTAL Cidades | 89.782            | 275,71        | 325                    |